# Alain Serge Dzotap
Alain Serge Dzotap, né en 1978 à Bafoussam, est un auteur et écrivain camerounais. Il est spécialisé dans la littérature pour enfants et de jeunesse. Il est l'auteur de Adi de Boutanga.

## Biographie

### Enfance et formation
Alain Serge est né en 1978 à Bafoussam dans la Région de l'Ouest du Cameroun.

### Vie de famille
Issu de l'ethnie Batoufam, il est le cadet d'une fratrie de dix enfants.

## Œuvres
- Petit Hippo et son stylo magique, avec Philippe de Kemmeter, Bayard jeunesse, 2010
- Tu sais que je t'aime très fort, illustrations d'Anne-Catherine De Boel, Pastel, 2013
- Le roi Njoya : un génial inventeur, illustré par Pat Masioni, Cauris livres, 2015
- Le roi et le premier venu[3], illustrations d'Anne-Catherine De Boel, Pastel, 2017
- Monstre glouton, avec Olivia Cosneau, Sarbacane, 2018
- La soupe aux cailloux moelleux', illustrations d'Irène Schoch, les Éditions des Éléphants, 2019
- Adi de Boutanga, avec Marc Daniau, Albin Michel jeunesse, 2019
- Petit Éléphant et Ndjou-Ndjou Kalaba, avec Ana Zurita, Circonflexe, 2020
- Le cadeau, illustrations de Delphine Renon, les Éditions des Éléphants, 2020
- Djou et son épouvantail magique, illustrations de Kammo Melachi François, Culture Sud, 2021
- Capitaine Bébé ![4], avec Brice Postma Uzel, Sarbacane, 2021

## Prix et distinctions
- 2013 : White Ravens de la Bibliothèque internationale de la jeunesse de Munich[2]
- 2014 : Mention spéciale, prix Saint-Exupéry[5] Valeurs Jeunesse
- 2016 : médaille de chevalier de l’ordre du mérite au Cameroun[2]
- 2022 : Sélection Prix Sorcières[6] Catégorie Carrément beau mini pour Capitaine Bébé !, illustrations de Brice Postma Uzel